# Wiener Rathaus

Wiener Rathaus, Ansicht vom Rathausplatz

Das Wiener Rathaus am Rathausplatz in der österreichischen Hauptstadt Wien ist der Sitz des Gemeinderats und Bürgermeisters bzw. des Landtags und Landeshauptmanns von Wien. Der neogotische Profanbau wurde 1872 bis 1883 durch Franz Joseph I. von Friedrich Schmidt als Neues Rathaus errichtet.

## Lage
Als 1850 Fläche und Einwohnerzahl Wiens durch die Eingemeindung zahlreicher Vorstädte erheblich größer wurden, wurde das Alte Rathaus in der Wipplingerstraße bald zu klein. Nachdem auf kaiserliche Entscheidung 1858–1865 die Stadtmauer demoliert worden und die Ringstraße errichtet worden war, kam es 1868 zur Ausschreibung für den Bau eines neuen Rathauses, aus der der deutsche Architekt Friedrich von Schmidt als Sieger hervorging. Das Rathaus sollte in der Ringstraßenzone errichtet werden, in der sukzessive auch andere Repräsentationsbauten wie die 1869 eröffnete Wiener Staatsoper, das 1883 eröffnete Parlamentsgebäude, das 1884 eröffnete neue Hauptgebäude der Universität Wien und das 1888 eröffnete neue Burgtheater entstanden.

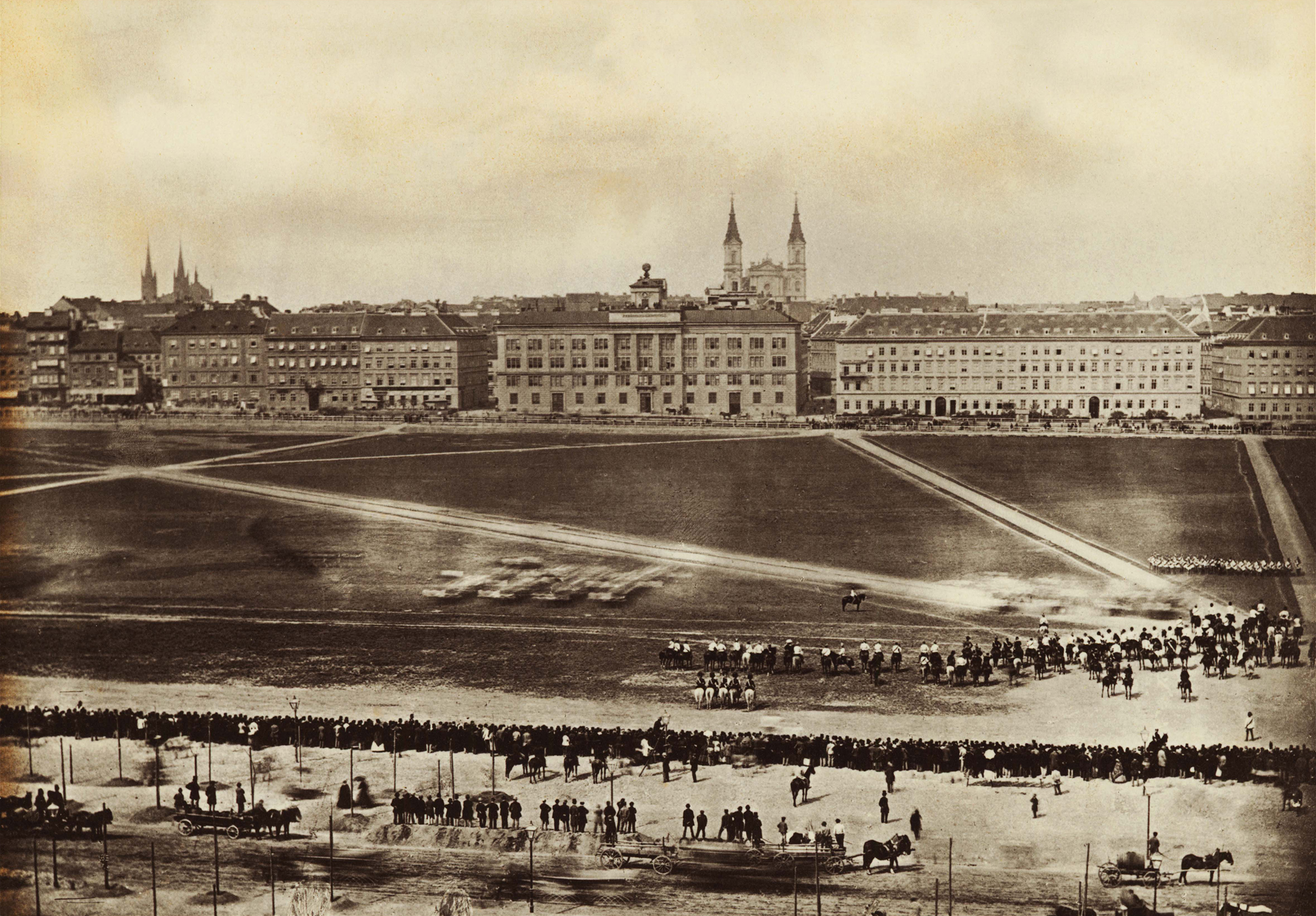
Der Paradeplatz am Josefstädter Glacis im Jahr 1860, der spätere Bauplatz des Wiener Rathauses

Als Standort stand ursprünglich ein Areal gegenüber dem im Zuge des Ringstraßenbaus angelegten Stadtpark, dem ersten kommunalen Park Wiens, zur Diskussion. Schließlich konzentrierten sich die Wünsche der Stadtverwaltung aber auf einen Teil des Josefstädter Glacis, einer vor der (nun demolierten) Stadtmauer gelegenen Bauverbotszone, die im 19. Jahrhundert als Paradeplatz diente und dem Kaiser 1870 nur nach Interventionen von Bürgermeister Cajetan Felder abgerungen werden konnte. Stadtverwaltung und k.k. Regierung stritten lang darüber, wer sich mit welchem Anteil an der Finanzierung des Ringstraßenprojekts beteiligen würde; die Frage des Bauplatzes für das Rathaus, mit dem das erstarkende Bürgertum sein Selbstbewusstsein auch gegenüber dem Kaiser demonstrieren wollte, nahm dabei einen prominenten Platz ein.

## Architektur

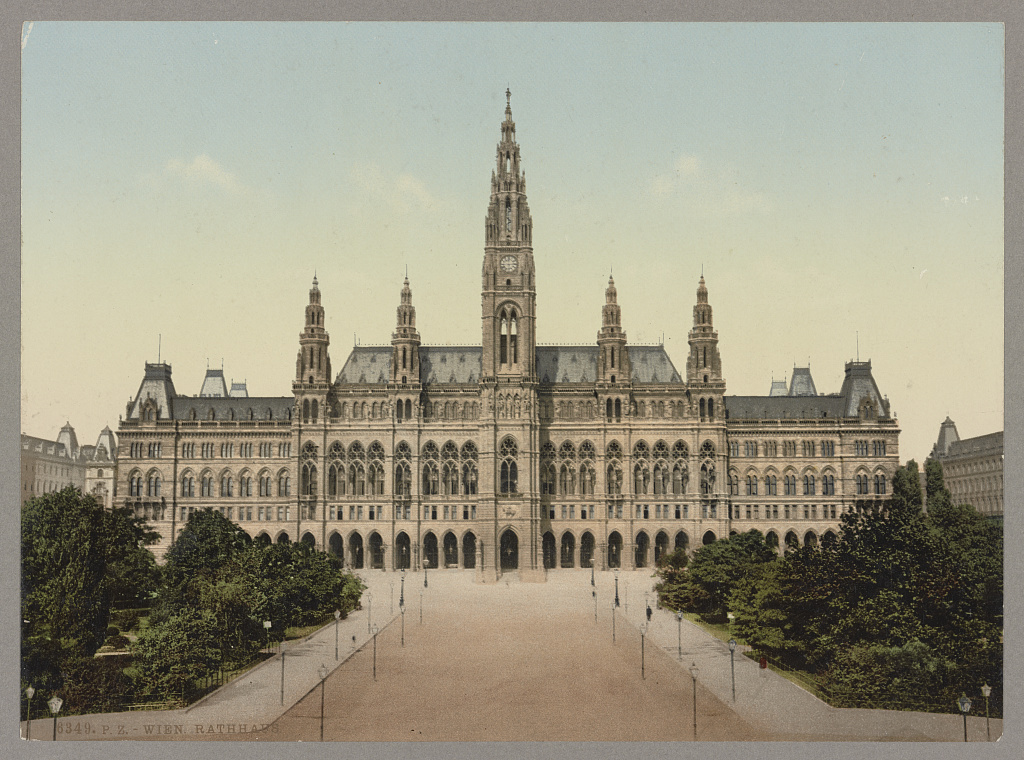
Historische Ansicht des Rathauses (1890)

Das Wiener Rathaus wurde von 1872 bis 1883 errichtet und ist eines von vielen historistischen Bauwerken, die zu dieser Zeit entlang der Ringstraße entstanden sind. Die Rathausfassade ist ein herausragendes Beispiel für einen Profanbau der Neugotik. Das Äußere, vor allem der 98 m hohe Turm, ist von der Tradition flämischer Rathäuser der Gotik, wie etwa das Rathaus von Brüssel auf dem Grand-Place/Grote Markt inspiriert, um äußerlich an die mittelalterliche Tradition städtischer Freiheit anzuknüpfen. Der Grundriss mit sieben Höfen folgt eher der Konzeption barocker Paläste. Die Zuordnung des Gesamtgebäudes zur Neugotik ist daher mit Vorsicht zu verwenden und wurde von Schmidt selbst auch abgelehnt.
Erst 1938 wurde der Mittelbalkon des Rathauses errichtet. Dieser war zunächst aus Holz und wurde von Hitler und Goebbels am 9. April 1938, dem Tag vor der Volksabstimmung über den Anschluss, für ihre Propaganda vor den Menschenmassen am Rathausplatz verwendet, nachdem Hitler  im Festsaal die  „Perlenrede“ ("... diese Stadt ist in meinen Augen eine Perle - ich werde sie in jene Fassung bringen, die dieser Perle würdig ist ...") gehalten hatte. Der  provisorische Holzbalkon wurde einige Monate später zu Ehren Hitlers in Stein nachgebaut und wird bis heute im Volksmund als „Hitlerbalkon“ bezeichnet.
Bei einer Grundfläche von 19.592 m² weist das Rathaus eine Gesamtnutzfläche von 113.000 m² auf. Das Gebäude ist 152 m lang und 127 m breit, wobei die 1.575 Räume 2.035 Fenster haben. Die Baukosten betrugen etwa 14 Millionen Gulden. Heute befinden sich im Rathaus die Amtsräume des Wiener Bürgermeisters und Landeshauptmanns, seit 1885 des Gemeinderates und seit 1920 des Landtages, von Wiener Stadtsenat und Wiener Landesregierung, des Magistratsdirektors und diverser Magistratsabteilungen.

### Verwendete Gesteine

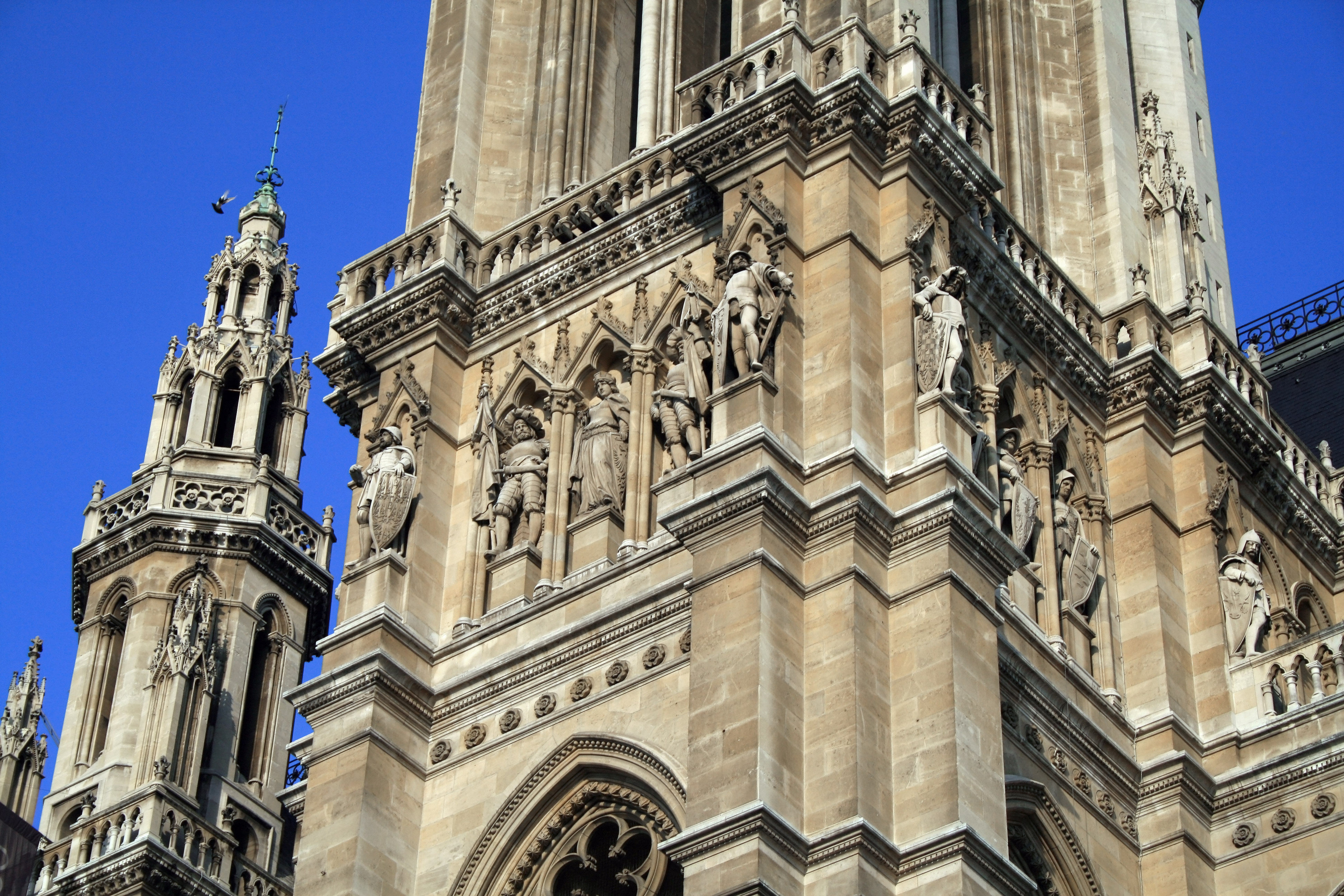
Detail der Fassade am Fuß des Hauptturms

Der Bau besteht aus Ziegeln mit einer Verkleidung durch Naturstein. Lediglich einzelne Teile, wie die Turmspitzen bestehen zur Gänze aus Stein. Es wurden hauptsächlich Algenkalke vom Leithagebirge verwendet (harte, dichte Kalksteine aus Wöllersdorf, Hundsheim bei Deutsch-Altenburg, Kaisersteinbruch, Mannersdorf und Oslip) und poröse Kalksandsteine von St. Margarethen, Breitenbrunn, Zogelsdorf. Es mussten jedoch aus den verschiedensten Teilen der Monarchie und aus dem Ausland Kalksandsteine bezogen werden, da der Bedarf durch die anderen im Bau begriffenen Ringstraßengebäude nicht nur durch die nahe bei Wien gelegenen Steinbrüche gedeckt werden konnte. Für Säulen, Gesimse und Kapitelle wurden Karstkalke verwendet. Jurakalk für Fenstersäulen wurde aus Trient importiert sowie für Balustradenfiguren Savonnières aus Nancy.
Die Vielfalt kann nur angedeutet werden, Untersberger Marmor für kleinere Säulen, für die Sitzbänke in den Frontarkaden und die Stufen der Freitreppe istrischer Kreidekalk aus Černigrad, das Dach war mit „englischem Schiefer“ gedeckt, es musste nach dem Krieg erneuert werden.

### Friedrich-Schmidt-Denkmal
Auf dem 1907 so benannten Friedrich-Schmidt-Platz hinter dem Rathaus befindet sich das Denkmal für den Architekten des Rathauses, das von Edmund Hofmann von Aspernburg und Julius Deininger geschaffen und am 28. Mai 1896 enthüllt wurde. Es stand ursprünglich in der Platzmitte, wurde aber in den 1960er Jahren aus Verkehrsrücksichten in den nördlichen Teil der Parkanlage verlegt.

## Struktur

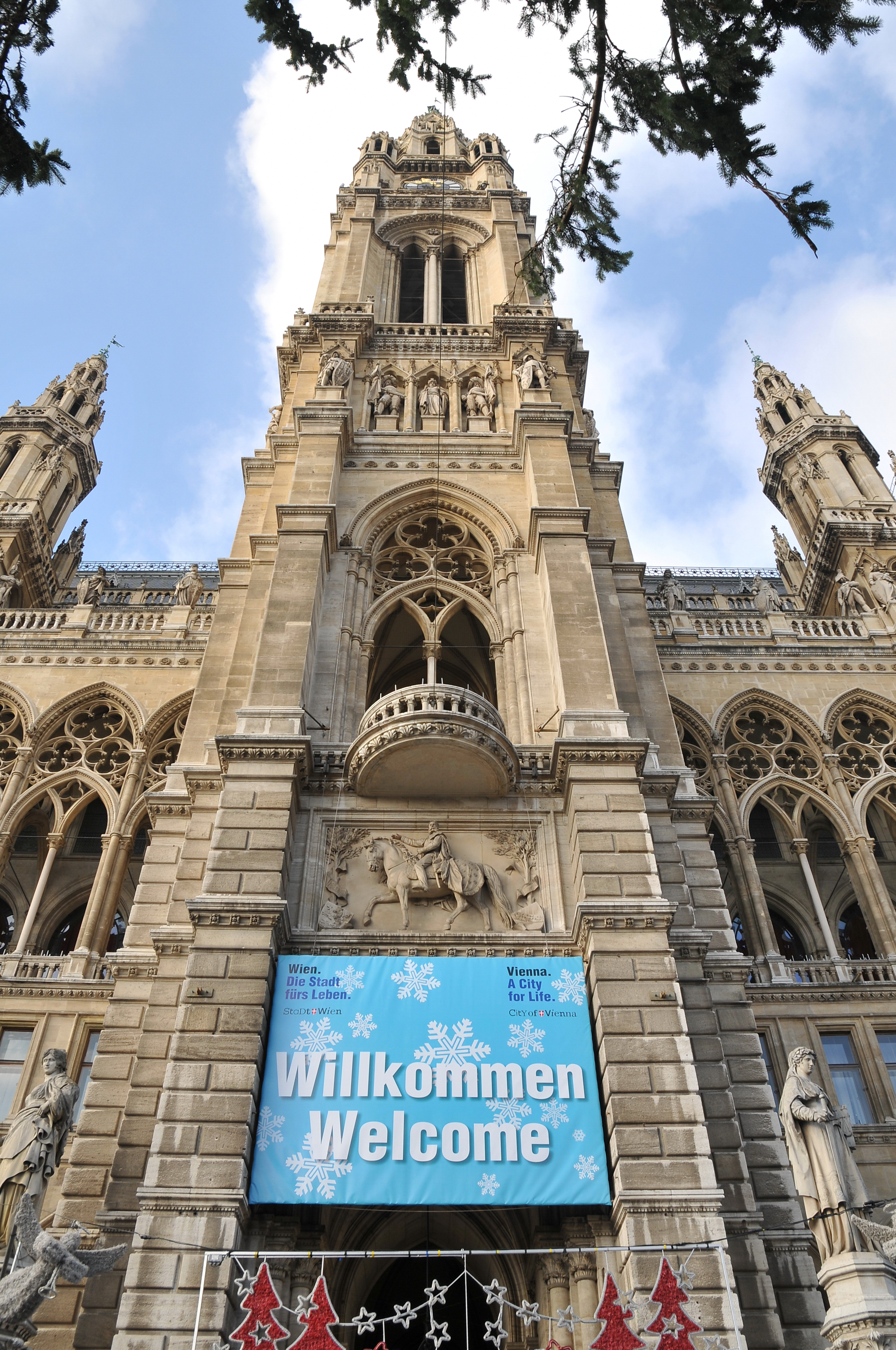
Turm des Rathauses

Das Gebäude weist von oben nach unten folgende vertikale Gliederung auf:
- Hauptturm mit „Rathausmann“, vier weitere Türme an der Vorderfront, Dachaufbauten mit Fahnenmasten an den vier Gebäudeecken
- Dachgeschoß (teilweise für Büros ausgebaut)
- 2. Stock (vor allem Büros)
- 1. Stock (Repräsentationsgeschoß)
- Halbstock (vor allem Büros)
- Hochparterre
- Erdgeschoß
- 1. Untergeschoß
- 2. Untergeschoß

### Hauptturm
Auf der Spitze des 98 m hohen Hauptturms in der Mitte der Vorderfront steht der Rathausmann, eine 5,4 m hohe, aus Kupfer getriebene Gestalt in Form eines Standartenträgers in Rüstung. Sie wurde von Alexander Nehr nach einem Modell von Franz Gastell gestaltet und von dem Schlossermeister sowie Fabriksbesitzer Ludwig Wilhelm aus der Rossau der Stadt geschenkt. Vorbild war angeblich die Prunkrüstung Kaiser Maximilians I. Mit der Statue und deren Sockel ist der Turm 103,3 m hoch und zählt damit zu den höchsten Bauwerken Wiens. Die Statue wurde am 21. Oktober 1882 an der Turmspitze angebracht.
Während der Herrschaft des Nationalsozialismus wurde für Adolf Hitler im ersten Stock ein Teil der Brüstung abgetragen und ein Balkon aus Holz errichtet, von wo aus er am 9. April 1938 eine Ansprache hielt. Dieser Balkon wurde später durch einen steinernen ersetzt.

### 1. Stock

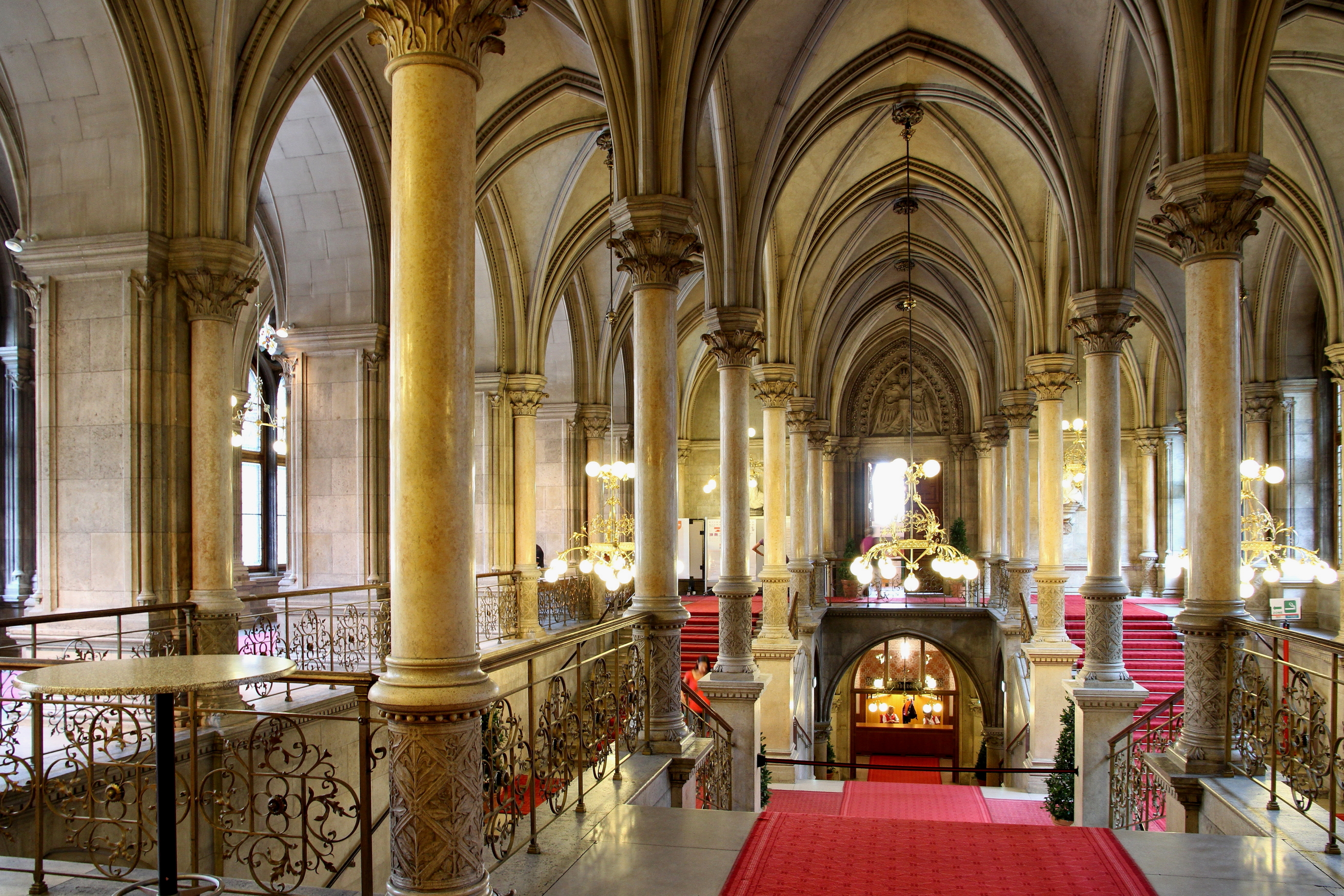
Feststiege

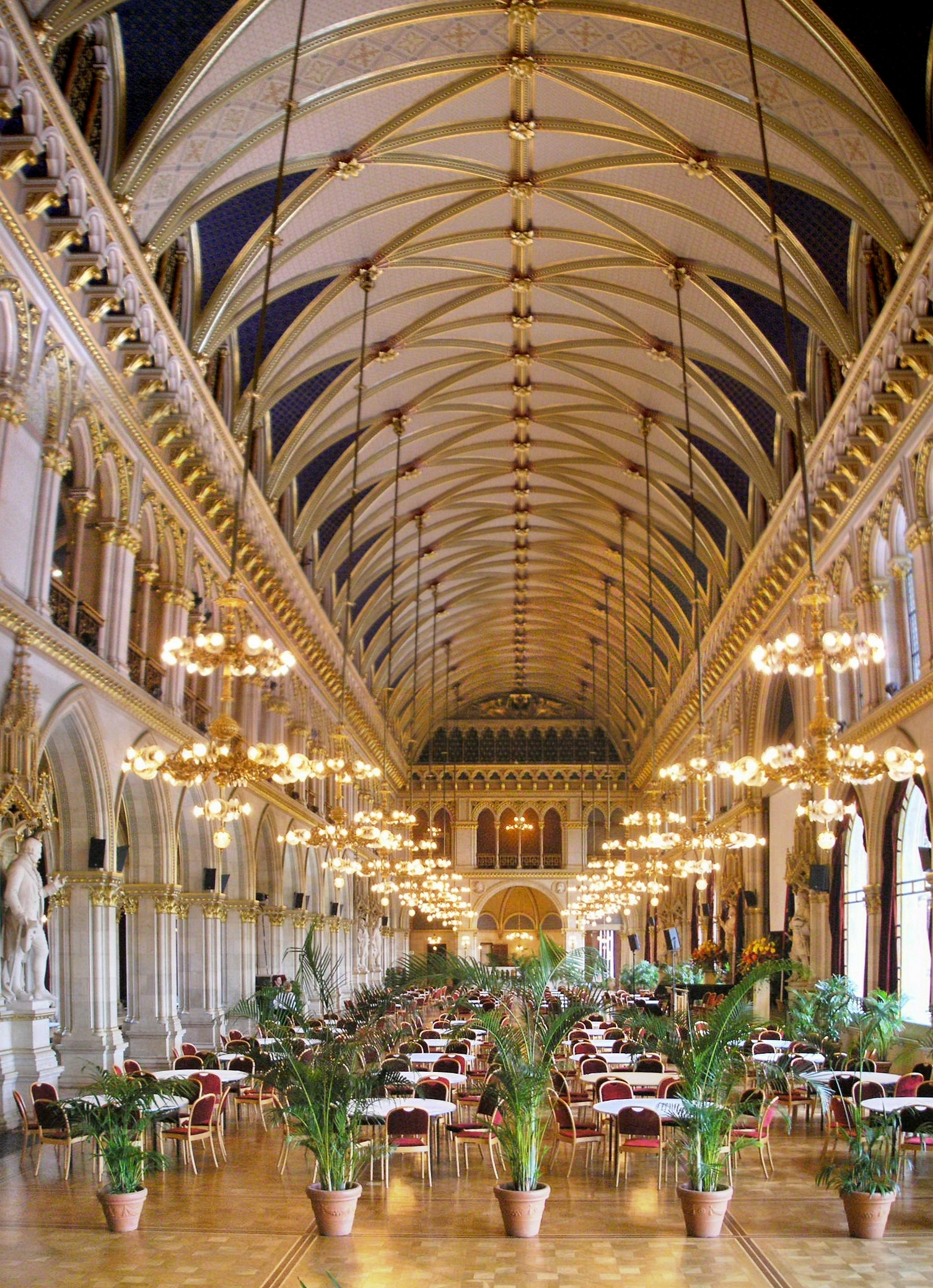
Festsaal

Der Festsaal im 1. Stock an der Vorderfront des Rathauses mit doppelgeschoßiger Raumhöhe, Blick auf Ringstraße, das jenseits des Rathausplatzes gelegene Burgtheater und die Innere Stadt, aus Innenhöfen über die Feststiegen I und II zugänglich, ist mit einer Länge von 71 m und einer Breite von 20 m einer der größten Säle an der Wiener Ringstraße. An Säulen befinden sich zehn Statuen von Persönlichkeiten aus der Geschichte der Stadt: Johann Peter Frank (Pionier der Sozialmedizin sowie des Öffentlichen Gesundheitsdienstes, ab 1795 Professor am Allgemeinen Krankenhaus),
Josef Georg Hörl (Bürgermeister von 1773 bis 1804), Niklas Graf Salm der Ältere (Feldherr zur Zeit der osmanischen Belagerung Wiens 1529), Wolfgang Treu (Bürgermeister von 1528 bis 1530 sowie 1532/33 und 1536/37), Konrad Vorlauf (Bürgermeister von 1403 bis 1404 und 1406 bis 1408),
Johann Konrad Richthausen von Chaos (1663 Stifter des Chaosschen Stiftungshauses für Waisen), Johann Andreas von Liebenberg (Bürgermeister von 1680 bis 1683), Albert Kasimir von Sachsen-Teschen (Begründer der Albertina und Auftraggeber für die 1804 fertiggestellte Albertinische Wasserleitung), Ernst Rüdiger von Starhemberg (ab 1680 Wiener Stadtkommandant) und Stephan Edler von Wohlleben (Bürgermeister von 1804 bis 1823).
Das an den Festsaal angrenzende Nordbuffet dient bei Bedarf als Erweiterung des Festsaals, das ehemalige Südbuffet wurde 1973 vom Festsaal abgetrennt und für Leopold Gratz zum Bürgermeisterbüro umgebaut. Der Festsaal, der kleinere Wappensaal mit Blick in den Arkadenhof und weitere Räume im 1. Stock werden unter anderem für Ausstellungen, Konzerte und Bälle genutzt; insgesamt finden im Rathaus jährlich rund 800 Veranstaltungen statt. Der Life Ball, Europas größte Aids-Benefiz-Veranstaltung, wird in einer Vielzahl von Räumen im Rathaus gefeiert.
An der Hinterfront des Rathauses befindet sich im 1. Stock ebenfalls ein Saal mit doppelgeschoßiger Raumhöhe: der Gemeinderatssitzungssaal, mit weitgehend originalgetreuer Holzvertäfelung und -möblierung als Plenarsaal des Wiener Gemeinderates (der auch als Wiener Landtag fungiert) eingerichtet. Die Sitze der 100 Abgeordneten sind in klassischem Parlamentsstil halbkreisförmig und nach hinten ansteigend angeordnet. Vom 2. Stock aus ist die Zuschauergalerie zugänglich.
Im südlichen Teil des Rathauses befindet sich im 1. Stock, unweit des Bürgermeisterbüros, der Stadtsenatssitzungssaal, in dem die Regierung, wie das Gremium heute intern genannt wird, regelmäßig tagt. Hier finden auch Ehrungen und Ehrenzeichenverleihungen statt.
Im Repräsentationsgeschoß des Hauses haben weiters die wissenschaftliche Bibliothek der Stadt und des Landes Wien, genannt Wienbibliothek im Rathaus, einige amtsführende Stadträte und Spitzenbeamte ihre Büros.

### Erdgeschoß

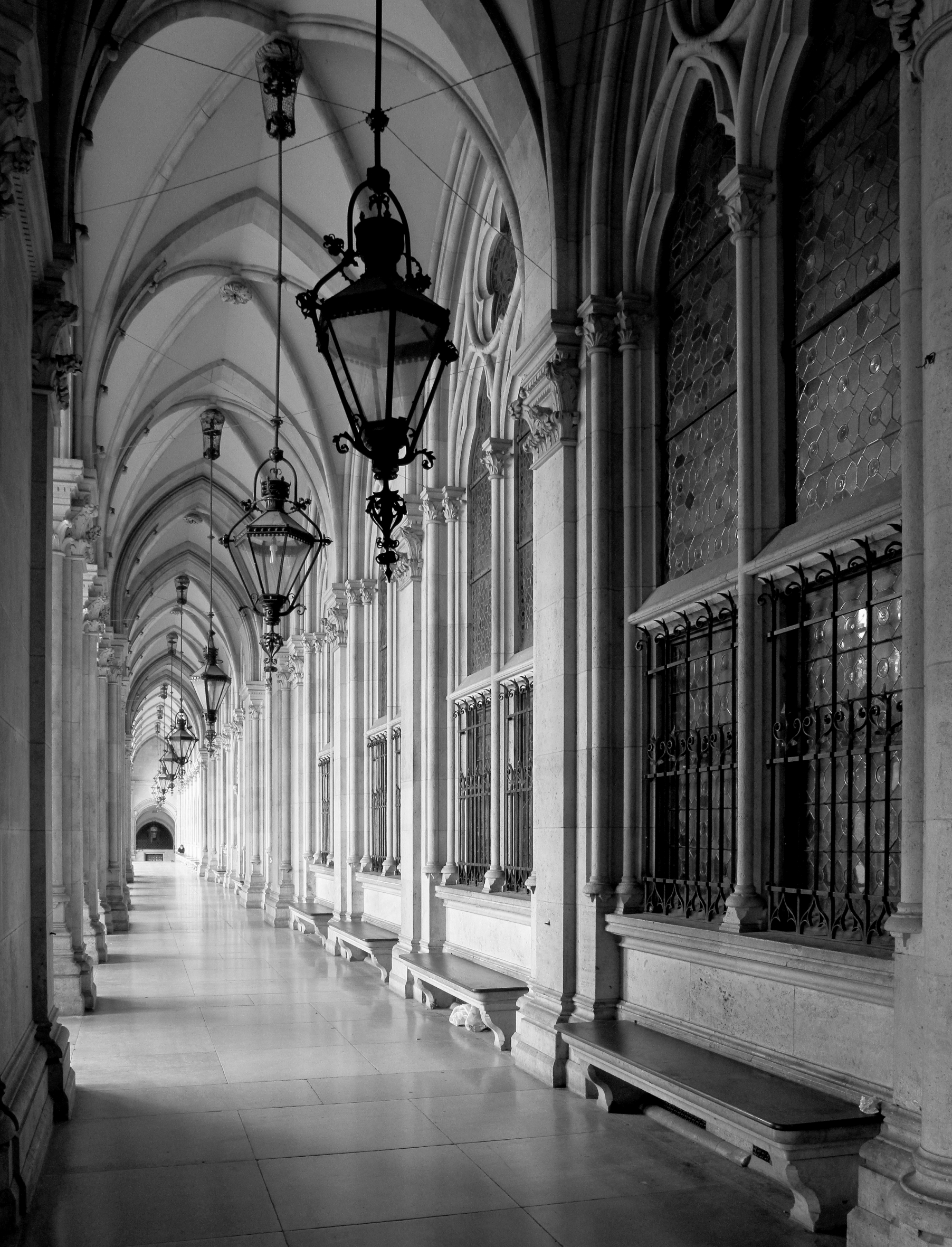
Linker Arkadengang an der Vorderseite des Rathauses

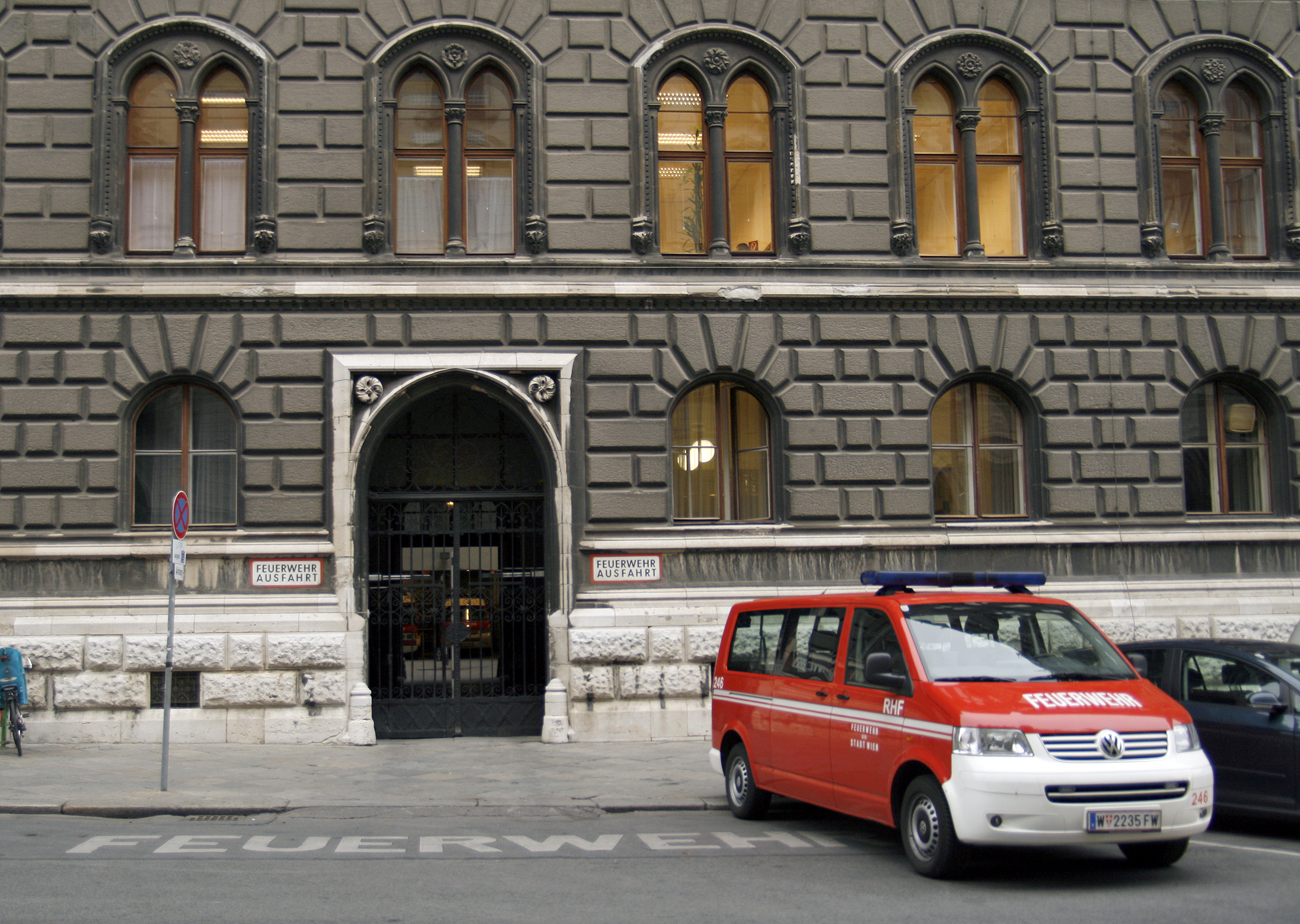
Die Rathauswache

Im Erdgeschoß des Rathauses befinden sich die wichtigsten Eingänge (und Einfahrten) zum Gebäude: an der nördlichen Seitenfront der Eingang Felderstraße (mit Tabak-Trafik, Stiege 4, u. a. zur Wienbibliothek im Rathaus, und Stiege 6, neben der ein historischer Paternosteraufzug besteht), an der südlichen der Eingang Lichtenfelsgasse (mit dem direkten Aufzug zum Bürgermeisterbüro, einer Wendeltreppe in den Halbstock, wo sich einst die Bürgermeisterwohnung befand, und den Stiegen 3 und 5), an der westlichen Hinterfront der Eingang Friedrich-Schmidt-Platz (siehe unten, mit den Stiegen 7 und 8). Von jedem dieser drei Eingänge aus führen zwei Stiegenanlagen in die oberen Geschoße. An der der Ringstraße und dem Rathausplatz und -park zugewandten Vorderseite des Rathauses leiten zahlreiche Stufen zu Eingängen direkt unter dem Hauptturm und daneben, die nur bei Veranstaltungen in der Volkshalle geöffnet werden und direkt auch nur in diese führen.
Die Volkshalle befindet sich genau unter dem Festsaal; hier hatten nach Auffassung der Erbauer des Rathauses Veranstaltungen volkstümlicheren Charakters stattzufinden, zu denen auch einfachere Menschen erwartet wurden. (Zur Zeit des Rathausbaues war das 1919 eingeführte allgemeine und gleiche Wahlrecht für Männer und Frauen noch in weiter Ferne.) Die Volkshalle ist auch vom Arkadenhof direkt zugänglich und wird heute ebenfalls für Veranstaltungen aller Art verwendet. Vom Festsaal unterscheiden sie die wesentlich geringere Raumhöhe und das Vorhandensein zahlreicher die oberen Geschoße tragender Säulen; außerdem ist der natürliche Lichteinfall wesentlich geringer.
Vom Rathauseingang am Friedrich-Schmidt-Platz 1 führen zwei Stiegen zum Gemeinderatssitzungssaal im 1. Stock. Am Fuß der beiden Stiegen befand sich einst eine überdachte Vorfahrt für die in Kutschen zu den Sitzungen kommenden Gemeinderäte. Später wurde hier ein Feuerwehrwagen abgestellt; um 1970 wurde die ehemalige Vorfahrt zum Rathausinformation genannten Informationsbüro umgebaut, das heute Stadtinformation (Stadtservice Wien) heißt.
Seit 1927 befindet sich die Rathauswache im Rathaus, eine speziell auf die Sicherheitsbedürfnisse des Rathauses eingestellte Sondereinheit der Wiener Berufsfeuerwehr. Zu ihren Aufgaben zählen heute neben standardmäßigen Brandschutzaufgaben der Betrieb der Wiener Katastrophenleitzentrale sowie, seit das Passwesen 2005 von der Bundespolizeidirektion Wien an die Stadt Wien abgegeben wurde, das Ausstellen von Notpässen, da die Rathauswache Tag und Nacht in Dienst ist.

### 1. Untergeschoß
Im Untergeschoß des Rathauses befindet sich der unter Denkmalschutz stehende Wiener Rathauskeller, der am 12. Februar 1899 eröffnet wurde und für das Publikum von einem eigenen Abgang auf dem Rathausplatz, Ecke Felderstraße, zugänglich ist. Die Räumlichkeiten des hier untergebrachten Restaurationsbetriebes umfassen über 3.500 m². Die künstlerische Ausgestaltung oblag dem Architekten Josef Urban, die historischen Wandmalereien stammen von Heinrich Lefler. Beteiligt waren auch die Maler Hugo Darnaut, Karl Friedrich Gsur, Hans Ranzoni, Maximilian Suppantschitsch und Charles Wilda. Der Rathauskeller wurde und wird von der Stadt Wien verpachtet und kann auch für Veranstaltungen und Feste genutzt werden. Der gesamte Bereich umfasst mehrere Räume: der Rittersaal (früher Ratskeller) ist mit Darstellungen großer Feste aus der Geschichte von Wien geschmückt, der Grüne Saal (früher Volkskeller) liegt direkt unter der Volkshalle, der Grinzinger Keller entstand im Zuge der Renovierung 1925 und ist Standort eines 70.000 l großen Weinfasses, das Ziehrer-Stüberl ist mit sechs Wappen Innerösterreichs dekoriert, im Augustiner-Stüberl (der ehemaligen Schwemme) sind sieben Darstellungen aus Wiener Sagen und ein Genrebild von Gsur zu sehen, im Ratsherrenstüberl werden in der Ausschmückung Motive aus den Sagen „Küss den Pfennig“ und „Schab den Rüssel“ verwendet, das Rosenstüberl bildet den Vorraum.
Umfassende Renovierungen erfolgten 1925, 1952 und zuletzt 2005, als der gesamte Bereich für rund 6 Millionen Euro generalsaniert wurde und die historischen Wandmalereien und Holzarbeiten unter der Leitung des österreichischen Bundesdenkmalamtes restauriert wurden. Die Wandmalereien wurden von einem Freskenmaler ausgeführt, der zugleich auch die Neugestaltung der Wände und Decken im Lehár-Saal des angeschlossenen Rathauskeller übernommen hat.

## Die Figuren der Rathaus-Fassade
Über den Zugängen des großen Turmes befinden sich
- drei Hochreliefs mit Reiterfiguren
  - Franz Joseph I. von Caspar von Zumbusch (Mitte),
  - Rudolf von Habsburg[15] von Carl Kundmann (Rechts)
  - Rudolf IV. von Josef Gasser (Links)

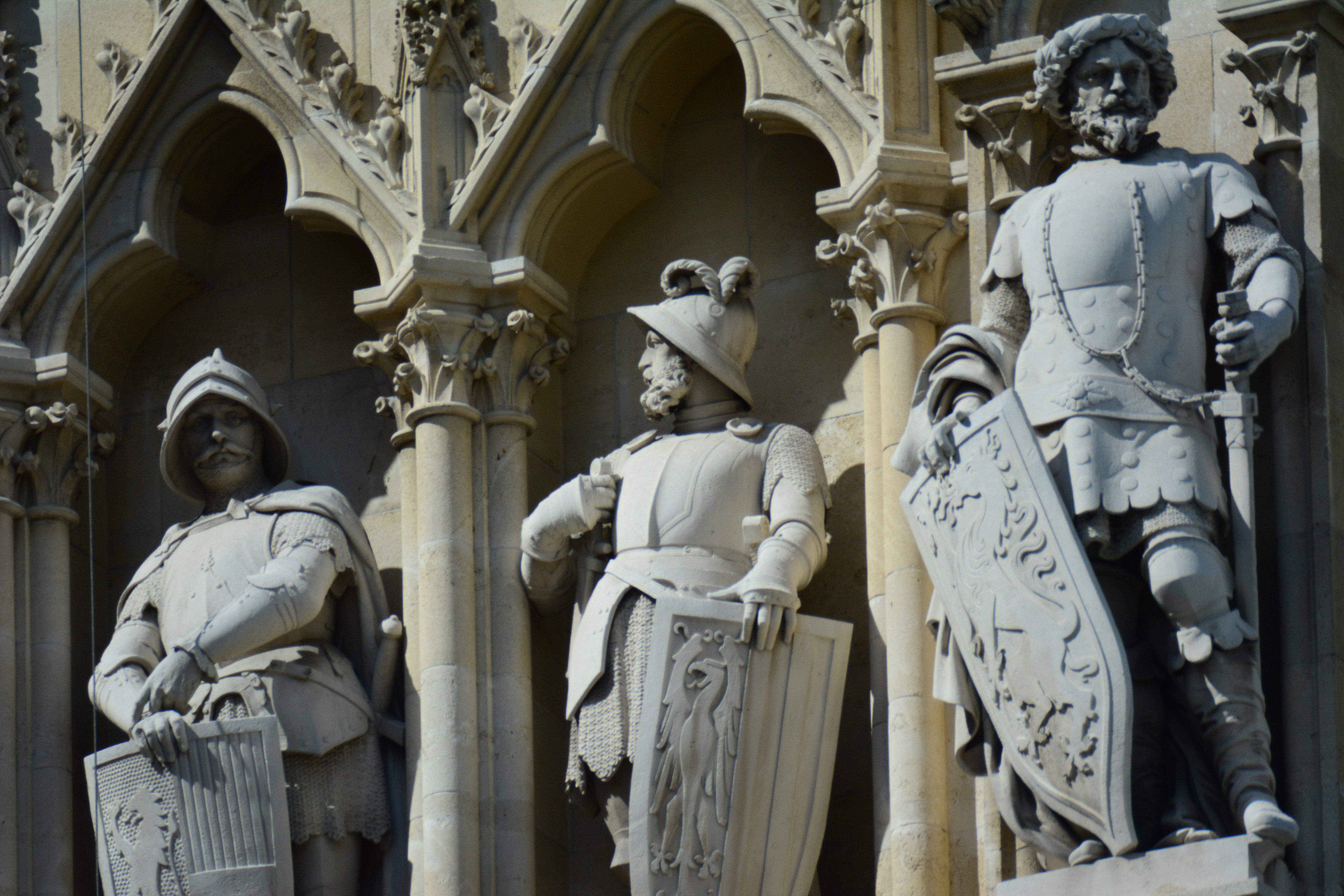
Wappenträger der Kronländer

- sowie beiderseits des Haupteingangs zwei Statuen von  Franz Gastell
  - Allegorie der Stärke
  - Allegorie der Gerechtigkeit
- im Schlussstein vorne findet sich der Porträtkopf Friedrich Schmidts (flankiert von seinen Mitarbeitern Franz von Neumann und Viktor Luntz)

Auf der Brüstung vorne in der Mitte steht
- eine Allegorie auf die Stadt Wien, die Figur der Vindobona,
- flankiert von Bannerträgern mit den Wappen Wiens und der Monarchie (von Joseph Fritsch)
- zu beiden Seiten befinden sich je 18 Statuen von Bürgersoldaten aus verschiedenen Jahrhunderten (1529–1859)

außerdem gibt es

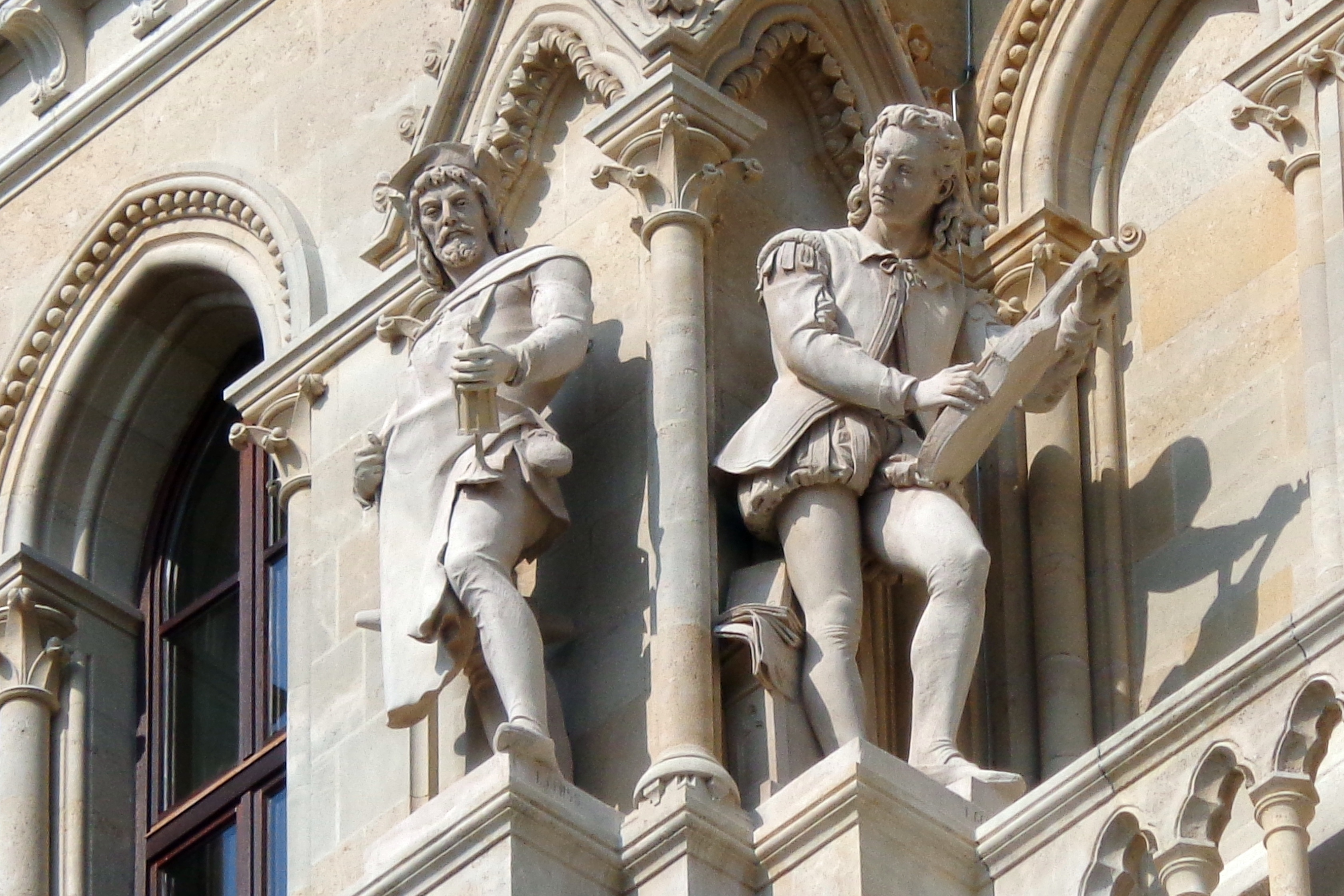
Bürgerliche Berufe

- Schildträgerinnen und Schildträger mit den Wappen von Vorstädten (Beispiel Wappenträgerin der Vorstadt St. Ulrich oder der Rossau)
- Wappenträger der 12 Kronländer (Kärnten, Tirol, Salzburg, Oberösterreich, Steiermark, Niederösterreich, Böhmen, Mähren, Schlesien, Krain, Galizien und Bukowina).

An der Rückfront in der Mitte steht ebenfalls eine Statue der Vindobona (von  Edmund Hellmer)
- beiderseits davon stehen je vier allegorische Figuren
  - Rechts: Gerechtigkeit, Stärke, Kunst, Wissenschaft
  - Links: Weisheit, Treue, Erziehung und Wohltätigkeit

Die Standbilder an den Seitenfassaden stellen bürgerliche Berufe dar
- an der Lichtenfelsgasse: Tischler, Mechaniker, Goldschmied, Musiker, Bildhauer, Baumeister, Maler, Waffenschmied, Schmied und Schuhmacher,
- an der Felderstraße: Schneider, Tuchmacher, Kaufmann, Buchdrucker, Rechtsgelehrter, Arzt, Wirt, Brauer, Bäcker und Fleischhauer.[16][17][18]

## Rathausplatz und Rathauspark

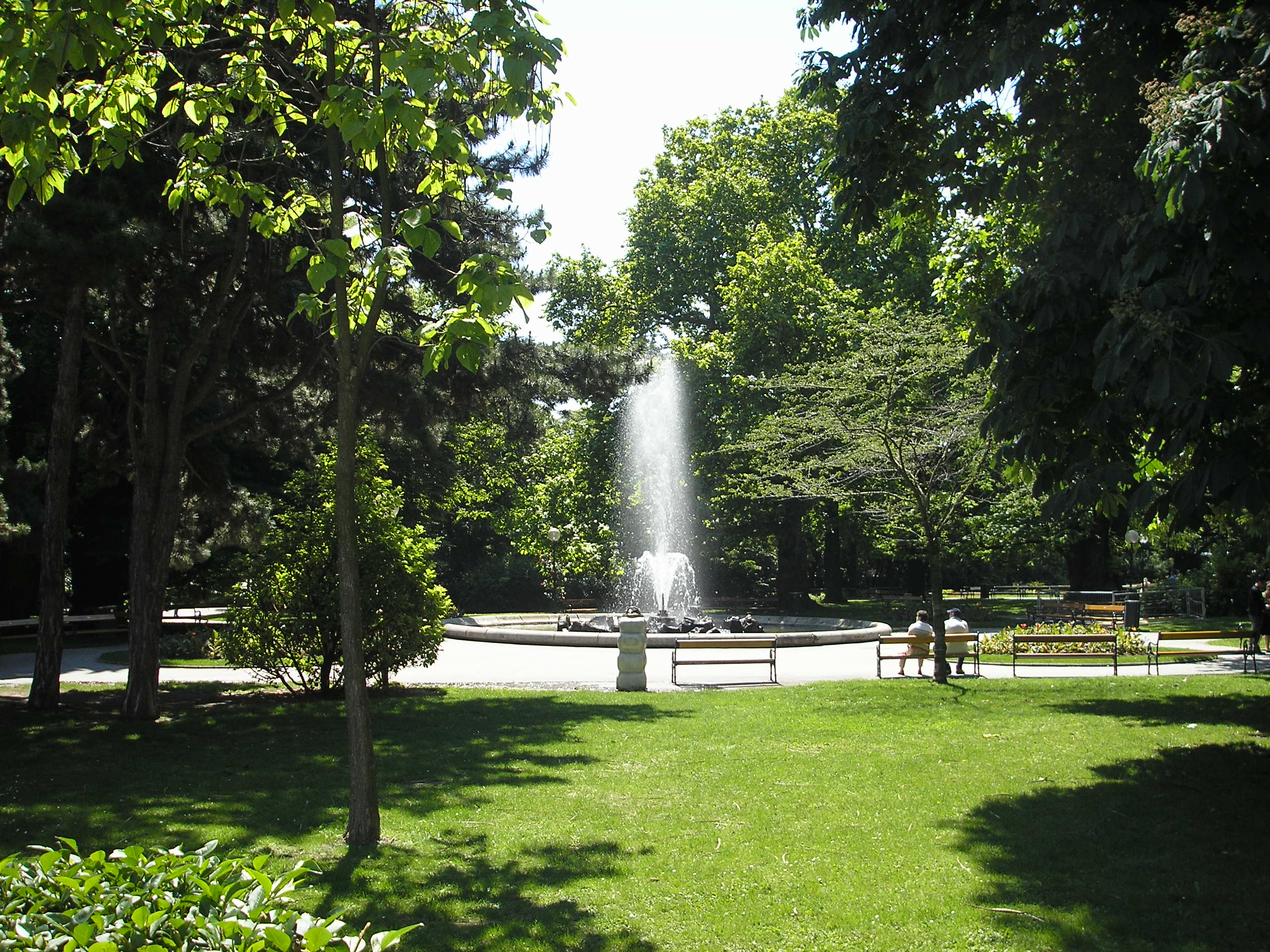
Einer der beiden Brunnen im Rathauspark

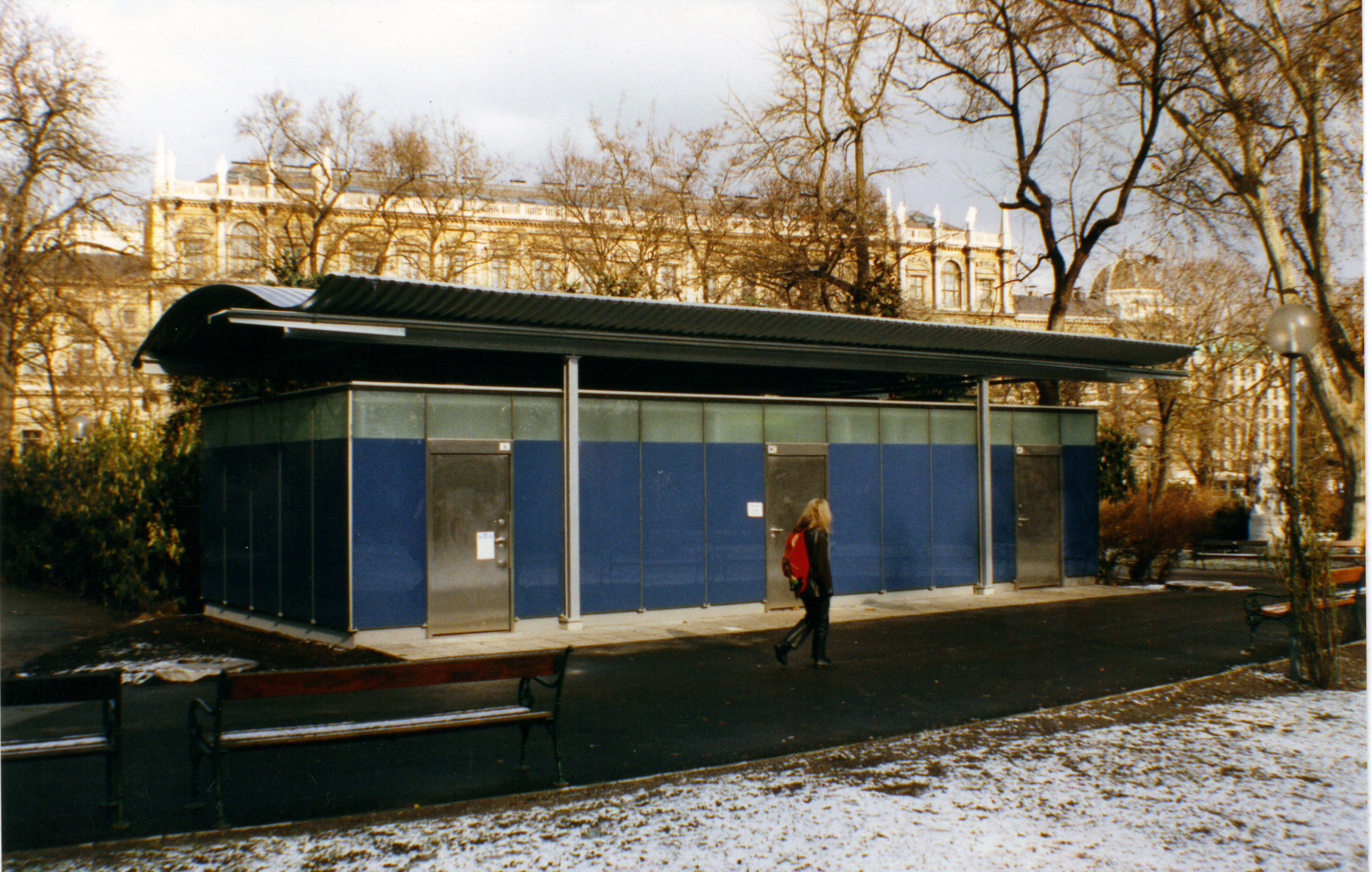
Blaue WC-Anlage von Luigi Blau

Der Rest des ehemaligen Josefstädter Glacis vor dem Rathaus wird zum Teil von einem Vorplatz, dem Rathausplatz, eingenommen. Der Großteil des Areals vor dem Rathaus und gegenüber dem 1888 fertiggestellten Burgtheater wurde vom Gartenkünstler Rudolph Siebeck als Rathauspark gestaltet. Die Parkanlage wurde im Juni 1873 – gleichzeitig mit der Grundsteinlegung (!) für das Rathaus – fertiggestellt und hat eine Gesamtfläche von rund 40.000 m². In den späten 1990er Jahren entwarf der Architekt und Möbeldesigner Luigi Blau im Rahmen der Stadtmöblierung neue Toilettenanlagen für den Rathauspark, die geteiltes Echo fanden.
Heute wird der Rathausplatz häufig für Veranstaltungen genutzt. Seit 1991 findet jährlich im Juli und August das Film Festival auf dem Wiener Rathausplatz statt, bei dem bei freiem Eintritt Filmaufzeichnungen mit Schwerpunkt Klassische Musik gezeigt werden. In der Vorweihnachtszeit hat der traditionelle Christkindlmarkt (Wiener Adventzauber) geöffnet, von Mitte Jänner bis Anfang März befindet sich hier der Wiener Eistraum, ein mobiler Eislaufplatz. Die Wiener Festwochen werden üblicherweise auf dem Rathausplatz eröffnet. André Heller gastierte hier mit seiner Show Begnadete Körper. Seit 2002 findet jährlich Ende April oder Anfang Mai um das Wiener Rathaus der Österreichische Friedenslauf statt. Am 1. Mai veranstaltet die Sozialdemokratische Partei Österreichs seit den Jahren der Ersten Republik die Schlusskundgebung ihres Maiaufmarsches.

### Denkmäler
Für die vollständige Liste siehe: Rathausplatz (Wien)#Denkmäler.
Jener Teil des Rathausplatzes, der von der Ringstraße zum Rathaus führt und den Rathauspark in zwei Hälften teilt, wird zu beiden Seiten von insgesamt acht Marmorstatuen von Persönlichkeiten der österreichischen Geschichte gesäumt. Diese Statuen standen ursprünglich im Bereich des heutigen Karlsplatzes auf der 1854 eröffneten Elisabethbrücke über den Wienfluss, wo sie am 19. November 1867 enthüllt wurden. Als die Brücke im Zuge der Flussregulierung 1897 abgerissen wurde, übersiedelten die Statuen zwischenzeitlich zur nahe gelegenen Stadtbahnstation Karlsplatz. Danach war eine Aufstellung im Arkadenhof des Rathauses geplant, man entschied sich aber schließlich für ihren heutigen Standort. Die Statuen stellen die folgenden Persönlichkeiten dar:
| Dargestellte Persönlichkeit        | Bildhauer             |
| ---------------------------------- | --------------------- |
| Heinrich II. Jasomirgott           | Franz Melnitzky       |
| Leopold VI.                        | Johann Preleuthner    |
| Rudolf IV.                         | Josef Gasser          |
| Niklas Graf Salm                   | Mathias Purkartshofer |
| Rüdiger Graf Starhemberg           | Johann Baptist Feßler |
| Johann Bernhard Fischer von Erlach | Josef Cesar           |
| Leopold Karl von Kollonitsch       | Vinzenz Pilz          |
| Joseph von Sonnenfels              | Hanns Gasser          |

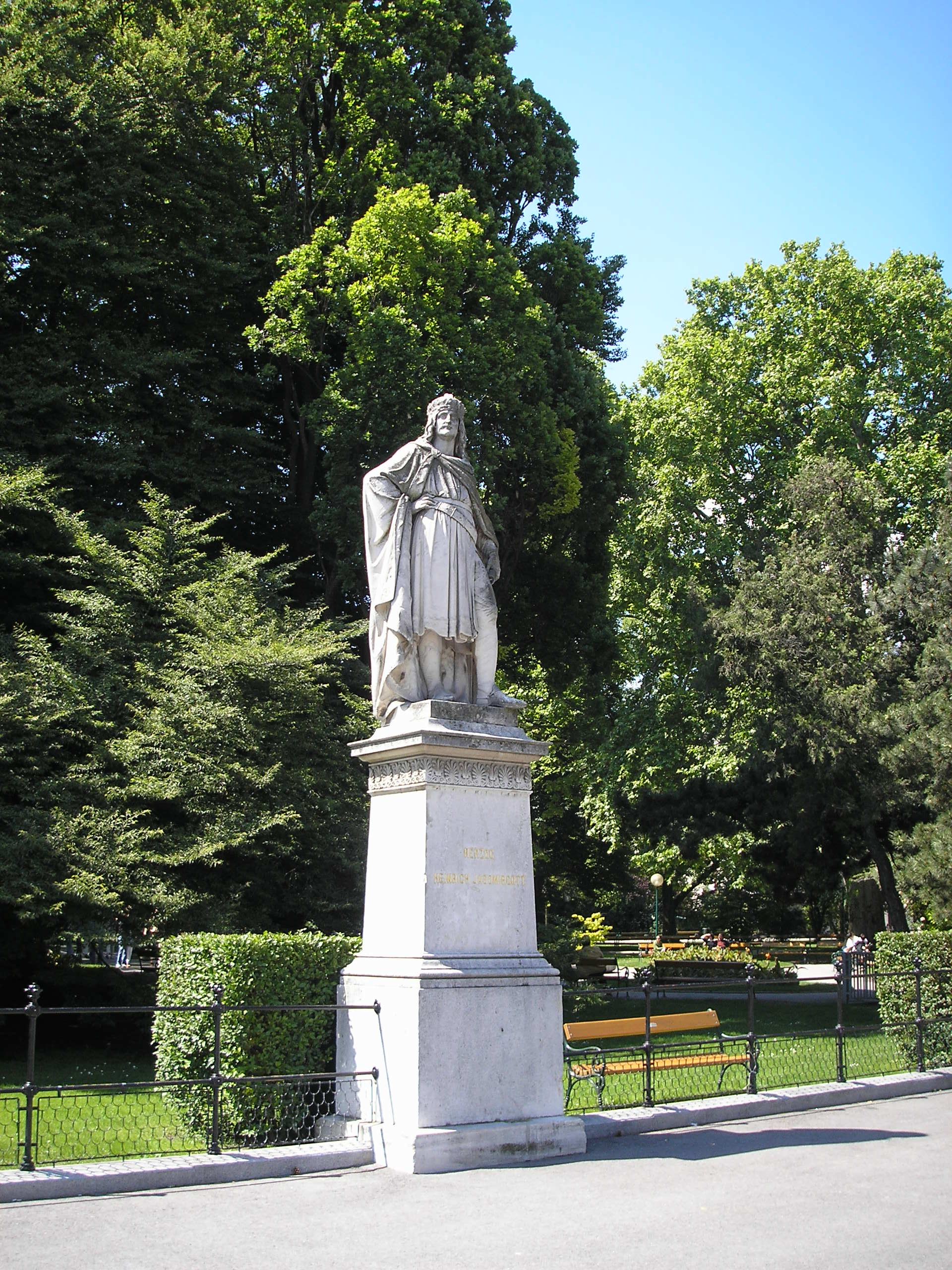
Statue von Heinrich II. Jasomirgott

Während der NS-Herrschaft (damals hieß der Platz Adolf-Hitler-Platz) wurde die Joseph von Sonnenfels zeigende Statue durch eine andere, Christoph Willibald Gluck darstellende ersetzt; diese steht heute bei der Karlskirche.

### Naturdenkmäler
Auf dem Areal des Wiener Rathausparks wurden unter der Nummer 561 ein Tulpenbaum (Liriodendron tulipifera), 562 eine Geschlitztblättrige Rotbuche (Fagus sylvatica „Laciniata“) sowie unter den Nummern 564, 566 und 567 jeweils eine Platane (Platanus x hybrida) als Wiener Naturdenkmäler unter Naturschutz gestellt.

## Umgebung
Das Rathaus wurde zur Unterbringung der zentralen Einrichtungen der Stadtverwaltung bald zu klein. Im Viertel um das Rathaus sind daher diverse „Dependancen“ des Rathauses, städtische Amtshäuser, entstanden, unter anderen folgende:
- Die beiden Häuserblöcke nördlich des Eingangs Felderstraße sind Amtshäuser. Sie beherbergen u. a. das vom Kulturressort eingerichtete MUSA Museum Startgalerie Artothek, darüber die Planungsauskunft Wien und die Wirtschaftsagentur Wien.
- Hinter dem Rathaus, an der Adresse Friedrich-Schmidt-Platz 5, residiert seit Jahrzehnten das Kulturressort (Magistratsabteilung 7).
- Im ehemaligen Palais Obentraut, nördlich des Friedrich-Schmidt-Platzes, befindet sich im Erdgeschoß die Wiener Planungswerkstatt, in den Obergeschoßen ist unter anderem der Stadtrechnungshof, früher Kontrollamt der Stadt Wien, untergebracht.
- Im ehemaligen Eichamt (Friedrich-Schmidt-Platz 3), in dem, wie der goldene Globus auf dem Dach signalisiert, das Bundesamt für Eich- und Vermessungswesen untergebracht war, sind seit den 1990er Jahren ebenfalls städtische Dienststellen zu finden.
- Bartensteingasse war nach 1945 lang ein Synonym für das Wohnungsamt der Stadt Wien. Mehrere Häuser in dieser vom Rathauseingang Lichtenfelsgasse ausgehenden Gasse sind heute Amtshäuser.
- In der Universitätsstraße 11, Ecke Landesgerichtsstraße, hat die Wien Holding ihren Sitz, die stadteigene Unternehmen verwaltet.
- In der Rathausstraße 1, Ecke Stadiongasse, wurde anstelle eines früheren, zuletzt aufgestockten Kinogebäudes (Forum-Kino, 1968–1972 Sitz des Presse- und Informationsdienstes der Stadt Wien, MD-PID, dann MA 53) das Hauptquartier der städtischen EDV-Abteilung (Magistratsabteilung 14) errichtet. Dieses Gebäude wurde 2017 abgerissen, da die Raumeinteilung der künftigen Nutzung nicht entsprach.

In der Lichtenfelsgasse 7, gegenüber dem südlichen Rathauseingang, hat die Österreichische Volkspartei ihre Zentrale, sowohl für die Bundespartei als auch für die Wiener Stadtpartei.

## Sonstiges
Am 9. November 1962 brachte die Österreichische Post zu diesem Motiv eine Dauermarke der Briefmarkenserie Österreichische Baudenkmäler im Wert von 30 Groschen heraus.
Im Zuge einer gesamten Renovierung, die aus Sicht von 2019 bis 2024 laufen soll, wird oder ist der Mittelturm des Rathauses eingerüstet. Das 70 m hohe Baugerüst trägt seit April 2019 ein weißes Schutznetz mit rotem Aufdruck. Die mit 1500 m2 derzeit flächengrößte Kunstinstallation in Österreich wurde von den queeren Künstlerinnen Ashley Hans Scheirl und Jakob Lena Knebl geschaffen und zeigt zwei weiblich konturierte, doch geschlechtslose Figuren. Die schlankere sitzt auf den Schultern der rundlicheren. Sie spielen auf die Künstlerinnen, 100 Jahre Rotes Wien und weitere Themen an.